# Pristimantis imitatrix
Pristimantis imitatrix es una especie de anfibio anuro de la familia Craugastoridae.

## Distribución
Esta especie es endémica de la cuenca alta del Amazonas en Perú. Habita hasta los 200 m de altitud en las regiones de Huánuco y Madre de Dios.
Su presencia es incierta en Bolivia.

## Etimología
El nombre específico imitatrix proviene del latín imitatrix, que significa el imitador, en referencia a la coloración similar de esta especie con algunas especies del género Phyllobates.

## Publicación original
- Duellman, 1978 : Three new species of Eleutherodactylus from Amazonian Peru (Amphibia: Anura: Leptodactylidae). Herpetologica, vol. 34, n.º 3, p. 264-270.[5]